# Rina Hill
Rina Bradshaw-Hill (Brisbane, 7 juli 1969) is een Australische triatlete. Hiernaast doet ze ook aan aquatlon, hardlopen en tennis. Ze werd wereldkampioene triatlon op de lange afstand, wereldkampioene indoor triatlon, tweemaal wereldkampioene aquatlon en Australisch kampioene op de marathon.

## Biografie
Hill begon met de triatlon op 23-jarige leeftijd als alternatief voor het hardlopen. Na het winnen van de marathon van Brisbane in 1992 richtte ze zich meer op de triatlon. Ze won zeven triatlons en vertegenwoordigde Australië op zes wereldkampioenschappen. Ze vertegenwoordigde haar land ook bij verschillende ITU wereldbekerwedstrijden en won er vijf.
Rina Hill won in 1998 het Wereldkampioenschap lange afstand op Sado. In 1994 won ze het wereldkampioenschap indoor Triatlon in Bordeaux en in 1998 en 1999 won ze het WK aquatlon in Noosa.
In 2004 deed Hill mee aan de triatlon tijdens Olympische Spelen van Athene, waar ze een 33e plaats behaalde in een tijd van 2:11.58,86. Minder dan drie weken hierna won ze de marathon van Sydney, dat tevens dienstdeed als het Australisch kampioenschap. Haar tijd was 2:39.46.
Hill is aangesloten bij Queensland Academy of Sport . Ze is getrouwd met een Nieuw-Zeelander genaamd Allistar Bradshaw en samen hebben ze een dochter (Richelle).

## Titels
- Wereldkampioene triatlon op de lange afstand - 1998
- Wereldkampioene indoor triatlon - 1994
- Wereldkampioene aquatlon - 1998, 1999
- Australisch kampioene marathon - 2000

## Palmares

### triatlon
- 1994:  WK indoor in Bordeaux
- 1994:  ITU wereldbekerwedstrijd in Japan
- 1994: 9e WK olympische afstand in Wellington - 2:09.54
- 1995:  ITU wereldbekerwedstrijd in Japan
- 1995: 14e WK olympische afstand in Cancún - 2:09.06
- 1996: 4e WK olympische afstand in Cleveland - 1:52.15
- 1997: 8e WK olympische afstand in Perth - 2:01.54
- 1998:  ITU wereldbekerwedstrijd in Gamagori
- 1998:  WK lange afstand op Sado - 6:32.09
- 1998: 24e WK olympische afstand in Lausanne - 2:13.44
- 1999:  ITU wereldbekerwedstrijd in Tiszaujvaros
- 1999: 5e ITU wereldbekerwedstrijd in Sydney
- 1999:  ITU wereldbekerwedstrijd in Kona
- 2000:  ITU wereldbekerwedstrijd in Ishigaki (stad)
- 2000:  ITU wereldbeker Tokio
- 2000: 11e WK olympische afstand in Perth - 1:56.09
- 2001: 5e ITU wereldbekerwedstrijd in Gamagori
- 2001: 7e ITU wereldbekerwedstrijd in Ishigaki (stad)
- 2001:  ITU wereldbekerwedstrijd in Yamaguchi
- 2003:  ITU wereldbekerwedstrijd in Edmonton
- 2003:  ITU wereldbeker New York
- 2003:  ITU wereldbekerwedstrijd in Makuhari
- 2004:  ITU wereldbekerwedstrijd in Edmonton
- 2004: 11e WK olympische afstand in Funchal - 1:54.42
- 2004: 33e OS in Athene - 2:11.58,86

### aquatlon
- 1998:  WK in Noosa
- 1999:  WK in Noosa
- 2001:  WK in Edmonton

### atletiek
- 1992:  marathon van Brisbane - 2:51.21
- 2004:  Australische kamp. in Sydney - 2:39.46

1998: Rina Hill ·
1999: Rina Hill ·
2000: Pilar Hidalgo ·
2001: Siri Lindley ·
2002: Sandra Soldan ·
2003: Carla Moreno ·
2004: Samantha Warriner ·
2005: Sheila Taormina ·
2006: Sara McLarty ·
2007: Sarah Groff ·
2008: Claudia Rivas ·
2009: Samantha Warriner ·
2010: Margit Vanek ·
2011: Liz May ·
2012: Nicky Samuels ·
2013: Irina Abysova ·
2014: Anneke Jenkins ·
2015: Anastasia Abrosimova